# Clubiona concinna
Clubiona concinna är en spindelart som först beskrevs av Tamerlan Thorell 1887. Clubiona concinna ingår i släktet Clubiona och familjen säckspindlar.
Artens utbredningsområde är Myanmar. Inga underarter finns listade i Catalogue of Life.